# Lintjärnen (Torrskogs socken, Dalsland)
Lintjärnen är en sjö i Bengtsfors kommun i Dalsland och ingår i Göta älvs huvudavrinningsområde.